# Ирландская тяжелоупряжная лошадь

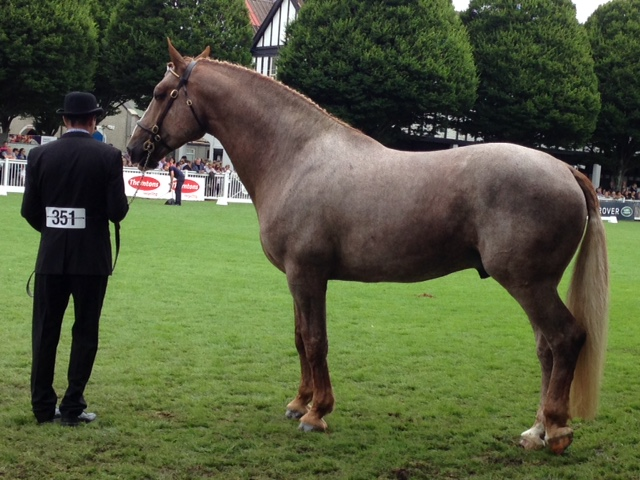

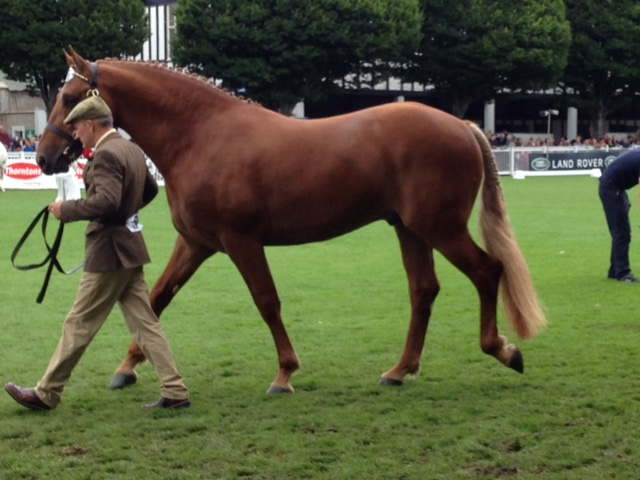

Ирландская тяжелоупряжная — национальная порода лошадей Ирландии, которая была разработана в основном для использования на фермах. Сегодня они особенно популярны для скрещивания с чистокровными и теплокровными и производства популярных ирландских спортивных лошадей которые выделяются на спортивных мероприятиях высочайшего уровня.

## История
Первые упоминания о ирландской тяжелоупряжной датируются 18 веком. Считается, что порода получилась в результате скрещивания англо-нормандских боевых лошадей в XII веке, иберийских пород, жеребцов Клайдесдаль и Чистокровных в конце XIX и начале XX веков и местных Коннемарских пони.
Скрещивание с клайдесдалем, которые использовались в некоторых областях для более тяжёлых перевозок, привело к более высокому росту породы. Но эти качества были сведены на нет введением чистокровной крови.
Ирландская тяжелоупряжная была выведена как универсальная рабочая лошадь, подходящая для работы на тяге, в поводу и под седлом. Также было необходимо, чтобы ирландские тяжелоупряжные были экономны в содержании, и это было достигнуто за счёт выпаса в течение всего лета и дополнения их корма рубленым кормовым дроком, варёной репой и остатками корма для скота.
Родословные ирландской племенной лошади регистрировались, по крайней мере, с начала XX века, когда правительство ввело регистрацию жеребцов и кобыл в 1907 и 1911 годах, при условии осмотра животных и предоставления субсидий для этого.
Племенная книга была открыта Министерством сельского хозяйства в 1917 году, в результате чего был создан фонд из 375 кобыл и 44 жеребцов. Оригинальные записи племенной книги, однако, были потеряны в пожаре Четырёх судов в 1922 году. Их использование в Великой войне в союзных вооружённых силах привело к большим потерям, а механизация XX века привела к сокращению их традиционного использования в качестве сельскохозяйственных и каретных лошадей. Большое количество было отправлено на бойню и за границу для использования в разведении других пород.
В 1976 году для сохранения породы было основано общество Ирландских тяжелоупряжных лошадей, а в 1979 году появилось иностранное отделение в Великобритании. В 1976 году было также основано управление по лошадям Bord nag Capall (позже возрождённое как Ирландская конное управление в 1993 году), чтобы способствовать разведению и использованию лошадей в стране.
В 2008 году контроль над ирландским регистром лошадей, который содержит регистр как ирландской тяжелоупряжной, так и ирландской спортивной лошади, был передан от ирландского конного совета обществу конного спорта Ирландии. В ноябре того же года ирландская Ассоциация племенных лошадей была сформирована членами Ирландского общества лошадей. Повышенный интерес к породе на международном уровне привёл к формированию обществ и реестров имени этой породы во многих странах, включая Канаду, США, Австралию и Новую Зеландию. В 2011 и 2012 годах представительные органы Ирландии, Великобритании и Канады договорились согласовать стандарт породы и критерии осмотра.

## Характеристики

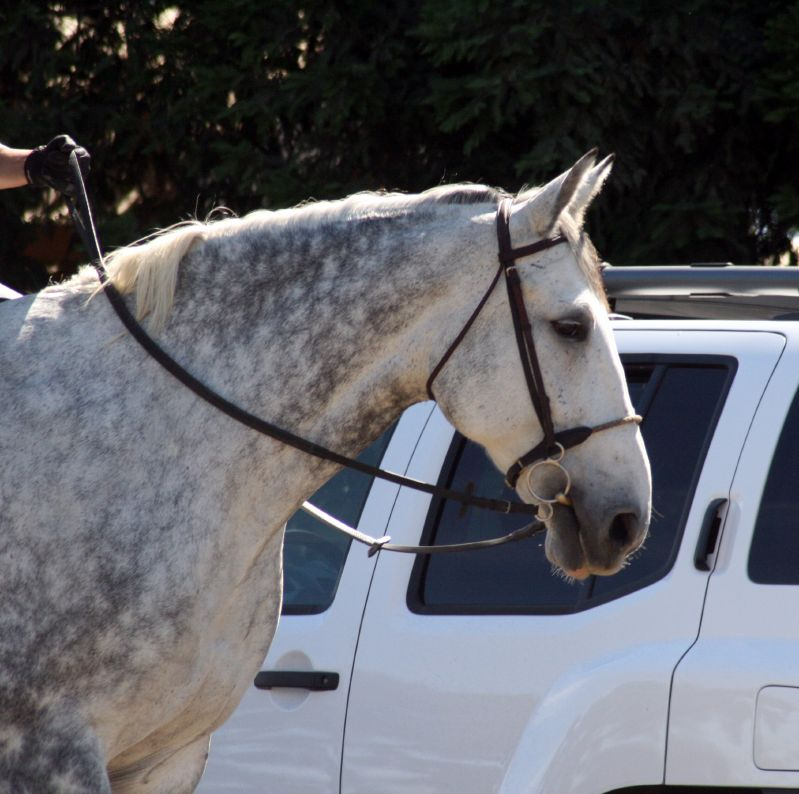
Голова ирландской тяжелоупряжной лошади

Стандарт породы определяется в каждой стране соответствующим реестром, хотя предпринимались усилия по гармонизации стандартов между странами. Стандарт породы, определённый Ирландской ассоциацией племенных коневодов и затем аналогичной организацией из Великобритании и Канады, гласит, что "Ирландская тяжелоупряжная лошадь — это универсальное, мощное и спортивное животное с твёрдостью и достоинством. У него приятная голова, хорошая кость и короткая голень, хорошая пружинистые ребра, сильная поясница и задние конечности, а также активный мощный шаг. Известный своим хорошим темпераментом, покорностью и доброжелательным характером, он имеет крепкую конституцию и по своей природе здоров. Ирландская тяжелоупряжная лошадь является основной породой, которая при скрещивании с другими породами будет производить все виды лошадей для досуга и производительности.